# 神奈川県立精神医療センター
神奈川県立精神医療センター（かながわけんりつせいしんいりょうセンター）は、精神病院法に基づくわが国3番目の府県立精神病院として、1929年3月から診療を開始した「芹香院（きんこういん）」と、1963年4月に全国に先がけて麻薬中毒患者専門医療施設として収容治療を開始し、その後神経症、アルコール依存症、薬物中毒等の患者を対象に治療を行ってきた「せりがや園」を統合して、1990年4月に神奈川県立精神医療センターに組織を改正・改称した。2014年12月に現在の新病院完成に伴い両病院が統合し、神奈川県立精神医療センターと改称した。

## 沿革
- 1929年（昭和4年）3月 -「芹香院」として開院（150床）。
- 1963年（昭和38年）4月 -「せりがや園」として開院（70床）。
- 1964年（昭和39年）4月 - 地方公営企業法（企業会計方式）の一部適用。
- 1990年（平成2年）4月 -「芹香院」と「せりがや園」を「精神医療センター」に組織改正。「芹香院」が「神奈川県立精神医療センター芹香病院」に改称。「せりがや園」が「神奈川県立精神医療センターせりがや病院」に改称。
- 2005年（平成17年）4月 - 地方公営企業法全部適用。
- 2010年（平成22年）4月 - 県立6病院が併せて独立行政法人化（非公務員型）。
- 2014年（平成26年）12月 - 新病院完成に伴い「神奈川県立精神医療センター芹香病院」と「神奈川県立精神医療センターせりがや病院」が統合し、「神奈川県立精神医療センター」に改称。

## 診療科
- 精神科・神経科（精神科救急、依存症、児童・思春期）
- 歯科

## 認定・指定
- 医療観察法に基づく指定入院医療機関
- 応急入院指定病院
- 精神科専門医研修指定病院
- 臨床研修指定病院
- 神奈川県精神科救急基幹病院[注 1][1]
- 依存症専門医療機関

## 交通アクセス
- 京浜急行・市営地下鉄ブルーライン「上大岡駅」（11番バス乗場）より芹が谷方面行きバスにて15分、「芹が谷」下車、徒歩8分。
- 京浜急行弘明寺駅下車、「弘明寺口」より戸塚行き又は東戸塚行きバスにて10分、「六ッ川四丁目」下車、徒歩5分。
- JR戸塚駅（東口）より井土ヶ谷経由横浜駅行きバスにて25分、「六ツ川四丁目」下車、徒歩5分。
- JR東戸塚駅（東口）より井土ヶ谷下町行き又は横浜パークタウン行きバスにて10分、「六ツ川四丁目」下車、徒歩5分。
- JR東戸塚駅（東口）より芹が谷経由上大岡行きバスにて15分、「芹が谷」下車、徒歩8分。

## 周辺
- 神奈川県立こども医療センター
- 横浜横須賀道路六ッ川料金所
- 神奈川県精神保健福祉センター

## 労働組合
神奈川県立病院機構には、いくつかの労働組合がある。
- 神奈川県立病院労働組合（県病院労組）
- 全国一般労働組合 全国協議会神奈川(精神医療センターのみ)